# Oberthueria
Oberthueria (лат.) — род ночных бабочек подсемейства Oberthuerinae не совсем ясного систематического положения, который раньше относили к семейству Bombycidae, но теперь часто относят к Endromididae. К сожалению, в филограмму, обосновывавшую это объединение, не были включёны представители рода Bombyx. Поэтому, единственной работой, подтверждающей данное объединение, стала работа А.Цвика и др. 2010 года Однако, В.В.Золотухин с этим не согласился из-за отсутствия анализа многих родственных таксонов; поэтому он посчитал филограмму А.Цвика недостоверной. Однако, позднее А.Цвик с большим коллективом авторов подтвердил принадлежность Oberthuerinae к одной ветке с Endromidae (Endromididae); а Bombycidae образовали отдельную ветку вместе с Saturniidae и Sphingidae.

## Распространение
Встречается в Восточной и Юго-Восточной Азии (Китай, Тайвань, Корея, Мьянма, Япония), Дальний Восток России (Амурская область, Еврейская АО, Хабаровский край, Приморский край). Род имеет китайско-тихоокеанское распространение и простирается от Дальнего Востока России (1 вид), Кореи (1 вид) и Японии (1 вид) до южного Китая (5 видов) и северо-восточной Мьянмы (1 вид).

## Описание
Род включает в себя от средних до довольно крупных видов со стройным телом и большими сильно согнутыми крыльями. Они имеют примечательный внешний вид, где форма переднего крыла с неравномерно зазубренным внешним краем и всегда согнутой вершиной очень характерна. Для всех видов характерны также задние крылья, изогнутые под углом, часто с фестончатым краем и выступающим хвостом/хвостами. Половой диморфизм ограничивается различной зубчатостью крыльев, причем самка более крупная и зубчатость её края крыльев не так отчётлива. В отличие от самок некоторых других бомбицид, у самок Oberthueria на брюшке никогда нет апикальной подушечки модифицированных чешуек. В целом бабочки узнаваемы по тёмно-желтой до тёмно-розоватой окраске, поперечному лунчатому рисунку и довольно гладкой постмедиальной фасции.
Ранние стадии развития известны только для трёх видов, и они были неоднократно описаны для японского таксона O. falcigera. Для гусениц характерен миметический ромбовидный рисунок и очень длинный анальный рог; при беспокойстве они принимают очень характерную позу с сильно запрокинутой назад головой над тораксом. Окукливание происходит в прочном коконе на растении-хозяине, зимует гусеница на стадии куколки. Среди растений-хозяев зарегистрированы клёновые (Acer platanum, A. mono var. dissectum, клён дланевидный и A. septenlobum), буковые (дуб острейший, дуб изменчивый и другие виды дуба), тутовые (шелковица белая) и чайные (камелия японская).

### Гусеницы

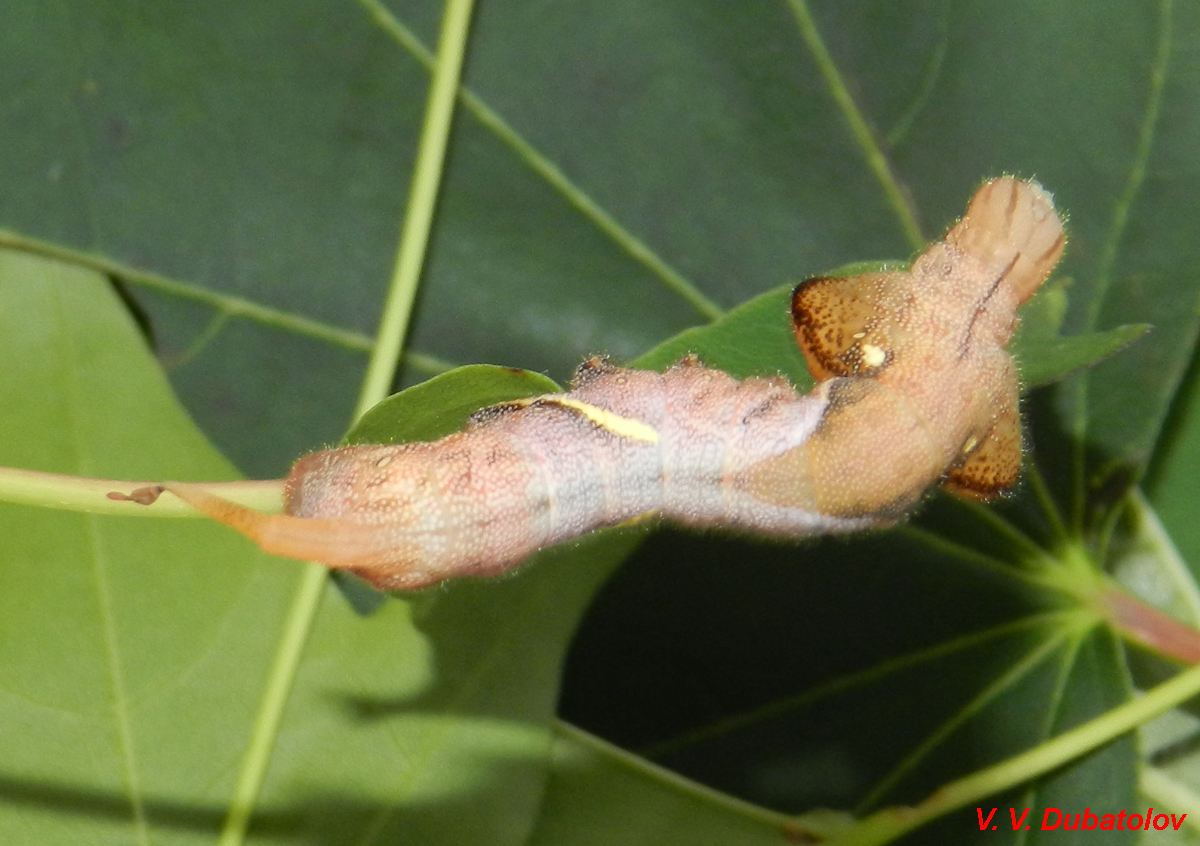
Гусеница Oberthueria caeca, вид сверху; Хехцир, Россия
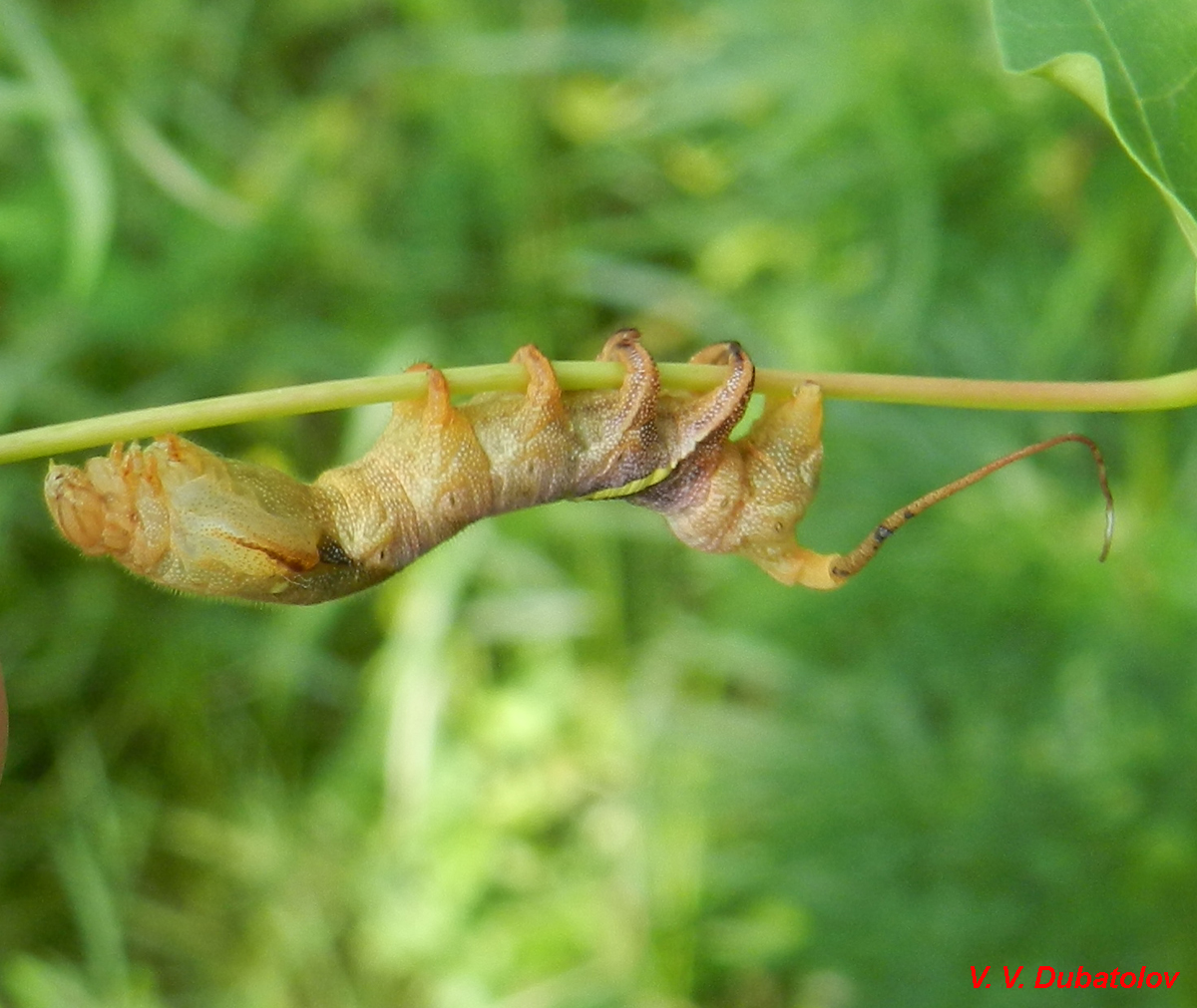
Гусеница Oberthueria caeca, вид сбоку; Хехцир, Россия

## Систематика
Род был впервые выделен в 1880 году французским энтомологом Шарлем Обертюром под названием Euphranor Oberthür, 1880, однако это имя оказалось преоккупировано другим родом, ранее описанным под названием Euphranor Herrich-Schäffer, 1855 (ныне это Cricula). Новое название рода Oberthueria был впервые предложено в 1892 году английским энтомологом Уильямом Форселлом Кёрби. Род морфологически тесно связан с Andraca Walker, 1865, и оба образуют монофилетическую группу вместе с Mustilia Walker, 1865, Mustilizans Yang, 1995, Dalailama Staudinger, 1896 и Falcogona Zolotuhin, 2007.
- Oberthueria caeca (Oberthür, 1880)
- Oberthueria falcigera (Butler, 1878)
- Oberthueria formosibia Matsumura, 1927
- Oberthueria jiatongae Zolotuhin & Xing Wang, 2013
- Oberthueria lunwan Zolotuhin & Xing Wang, 2013
- Oberthueria yandu Zolotuhin & Xing Wang, 2013